# Сабља грофа Вронског
Сабља грофа Вронског је историјски роман Добрила Ненадића први пут објављен 2002. године у издању "Народне књиге - Алфа". У питању је први део трилогије о Српско-турским ратовима и развоју ратног и таблоидног новинарства у Србији. Роман је био номинован за НИН-ову награда те године, али није победио. Има два наставка "Победници" и "Мрзовоља кнеза Бизмарка".

## Радња
Главни јунак романа је Јеврем Весић звани Јеша Мушица, новинар и репортер који извештава са фронта у околини Алексинца. У роману се појављује као лик и руски добровољац Николај Рајевски (пуковник), и репортер у књизи се пита да ли су нам Руси заиста пријатељи и браћа, и какве су њихове намере у том рату. Роман такође прати развој новинарства и вуче паралеле са стварним новинаром и књижевником Пером Тодоровићем који је у стварности био оно што је Јеврем у роману.